# Hulka
Hulka (a l'original en anglès She-Hulk) (Jennifer Susan Walters) és un personatge que apareix als còmics estatunidencs publicats per Marvel Comics. Creada per l'escriptor Stan Lee i l'artista John Buscema, el personatge va aparèixer per primera vegada a The Savage She-Hulk núm. 1 (amb data de portada de novembre de 1979). Walters és una advocada que, després de ser ferida de gravetat, va rebre una transfusió de sang d'emergència del seu cosí, Bruce Banner, i va adquirir una versió més lleugera de la seva condició de Hulk. Com a tal, Walters es converteix en una versió gran, poderosa i verda d'ella mateixa. A diferència de Banner en la seva forma de Hulk, Walters conserva en gran part la seva personalitat normal en la seva forma de Hulka, en particular la majoria de la seva intel·ligència i control emocional. A més, tot i que és molt més alta en la seva forma Hulka, la massa corporal de Walters és tan densa com la del seu jo humà normal. En qualsevol cas, com Hulk, Hulka encara és susceptible a esclats d'ira i es fa molt més forta quan s'enfada. En sèries posteriors, la seva transformació és permanent, i sovint trenca la quarta paret per efectes humorístics i gags corrents, sent el primer personatge important de Marvel a fer-ho amb freqüència, abans que el més famós trencador de la quarta paret Deadpool.
Hulka ha format part dels Venjadors, S.H.I.E.L.D., els Defenders (Defensors), els Quatre Fantàstics, els Heroes for Hire (Herois per Llogar) i Fantastic Force (Força Fantàstica) en diversos moments de la seva història. Com a advocada altament qualificada que es va convertir en un superheroïna per accident, sovint aprofita la seva experiència legal i personal per assessorar legalment diversos superherois i altres superhumans.
Hulka ha estat descrita com una de les heroïnes més notables i poderoses de Marvel. Des de la seva introducció original als còmics, el personatge ha aparegut en diversos altres productes amb llicència de Marvel, com ara videojocs, sèries de televisió animades i marxandatge. Walters va fer el seu debut en viu al Marvel Cinematic Universe (MCU) amb la sèrie original de Disney+ She-Hulk: Attorney at Law (2022), interpretada per Tatiana Maslany.

## Història de la publicació
Hulka va ser creada per Stan Lee i John Buscema, que van escriure i dibuixar respectivament només el primer número. Va ser l'últim personatge que Lee va crear per a Marvel Comics, fins al seu retorn als còmics amb Ravage 2099 el 1992. El motiu de la creació del personatge va tenir a veure amb l'èxit de les sèries de televisió The Incredible Hulk (1977–1982) i La dona biònica, ambdues d'Universal Television. Marvel temia que els executius del programa poguessin presentar de sobte una versió femenina de Hulk, com ja havia fet el productor Kenneth Johnson amb The Six Million Dollar Man. Així que Marvel va decidir publicar la seva pròpia versió femenina d'aquest personatge per assegurar-se que si n'apareixia un de semblant a la sèrie de televisió, Marvel en seria el propietari dels drets. Kenneth Johnson va dir més tard que els plans per a la cinquena temporada de The Incredible Hulk eren que la germana de Banner patís una malaltia on només la sang d'un germà pogués salvar-li la vida, cosa que la convertiria en una «dona Hulk que era boja, espantosa i perillosa». Però després de sis episodis de la temporada, un nou cap de CBS va decidir cancel·lar el programa amb efecte immediat, acabant la darrera temporada amb el setè episodi.
Amb l'excepció del primer número de The Savage She-Hulk la resta de la sèrie va ser escrita per David Anthony Kraft i dibuixada per Mike Vosburg, i la majoria dels números van ser entintats per Frank Springer. Vosburg va comentar més tard: «El més estrany d'aquest còmic era que Frank dibuixava dones molt boniques, jo dibuixava dones molt boniques i, tanmateix, Hulka mai va ser massa atractiva». La sèrie Savage She-Hulk va durar fins a 1982, on va acabar amb el número 25 (març de 1982). Hulka va fer aparicions com a convidada als còmics d'altres personatges. Les seves primeres aventures com a protagonista convidada no van seguir cap història específica, més enllà de la seva mala sort recurrent amb els automòbils. Hulka també va aparèixer a la sèrie limitada, Marvel Super Hero Contest of Champions (de juny a agost de 1982), en què nombrosos superherois són segrestats de la Terra per lluitar a l'espai.
Hulka esdevé membre dels Venjadors a Avengers núm. 221 (juliol de 1982). Les seves primeres aparicions als Venjadors van continuar amb el gag recorrent sobre els problemes amb els cotxes. Hulka també va fer aparicions ocasionals com a convidada a The Incredible Hulk. La seva aparició a The Avengers núm. 233 (juliol de 1983) va ser dibuixada per John Byrne, que més tard s'associaria de forma destacada amb el personatge.
En acabar la primera sèrie limitada de Secret Wars, Hulka s'uneix als Quatre Fantastics (Fantastic Four núm. 265 (abril de 1984)) en substitució de la Cosa. Durant l'etapa de Hulka amb els Quatre Fantàstics, va aparèixer a Marvel Graphic Novel núm. 16: The Aladdin Effect, Marvel Graphic Novel núm.. 17: Revenge of the Living Monolith i Marvel Graphic Novel núm. 18: The Sensational She-Hulk . Les tres novel·les gràfiques van aparèixer el 1985. L'últim, el número 18, que va aparèixer el novembre de 1985, va ser escrit i il·lustrat per l'aleshores escriptor i artista dels Quatre Fantàstics John Byrne.
Hulka va tornar a protagonitzar una sèrie en solitari el 1989, The Sensational She-Hulk (amb el mateix títol de la novel·la gràfica de 1985). The Sensational She-Hulk va tenir 60 números. Els núm. 1–8, 31–46 i 48–50 van ser escrits i dibuixats per Byrne. Les històries de She-Hulk de Byrne van satirizar els còmics i van introduir la consciència de She-Hulk que és un personatge de còmic. Dos números van posar a prova els límits del Comics Code Authority: el núm. 34 fa referència a la portada de Vanity Fair de 1991 en què l'actriu Demi Moore apareixia nua i embarassada tapant-se amb les mans (en la versió de Hulka sostenia una pilota de platja verda per imitar l'embaràs de Moore, en idèntica posició que Moore). Al número 40, Hulka és representada saltant a la corda (aparentment) nua, amb els seus pits i la zona genital coberts per línies borroses; la portada del mateix número la mostra cobrint-se amb un formulari que llueix les línies "Approved […] Comics Code". Altres escriptors que han contribuït a aquesta sèrie inclouen Steve Gerber (núm. 10, 11 i 13–23), Simon Furman i Peter David.
Durant la publicació de The Sensational She-Hulk, el personatge va continuar fent nombroses aparicions com a convidada. El 1990, Hulka va aparèixer a la sèrie limitada de dos números She-Hulk: Ceremony, adaptada d'un argument de Dwayne McDuffie per a una sèrie regular de comèdia romàntica cancel·lada de Hulka.
The Sensational She-Hulk va arribar fins al número 60 (febrer de 1994), convertint-se en el títol en solitari més llarg de qualsevol superheroïna de Marvel fins a aquell moment. Després de la cancel·lació de la segona sèrie en solitari de She-Hulk, va continuar fent aparicions en històries de complement, one-shots i en equip a Fantastic Force (a partir del núm. 13 el novembre de 1995), la minisèrie de 1996 Doc Samson núm. 1–4 (gener-abril de 1996), Heroes for Hire núm. 8–19 (febrer de 1998 fins al final de la sèrie el gener de 1999) i The Avengers. La seva següent aparició important va ser en el one-shot de maig de 2002 titulat Thing and She-Hulk: The Long Night .
El maig de 2004, She-Hulk va protagonitzar un nou títol (vol.1), publicat dins d'una onada de sis nous còmics de Marvel. Malgrat les crítiques favorables, la nova sèrie es va tancar amb el número 12 i Marvel va prometre un rellançament del títol (com a "segona temporada") vuit mesos més tard. El salt de vuit mesos s'al·ludeix al propi cos de la història.
Amb l'equip creatiu original (Dan Slott i Juan Bobillo) de la sèrie anterior, el còmic va tornar vuit mesos després, amb un vol.2, tal com es va prometre l'octubre de 2005. El tercer número es va anunciar com el número 100 d'un còmic de Hulka i tenia una història de nombrosos artistes, inclòs Vosburg. No hi havia art nou de Buscema ni de Byrne, que estaven representats per reimpressions de The Sensational She-Hulk núm. 1 i The Savage She-Hulk núm. 1.

L'últim número de Dan Slott és el número 21; amb 33 números, Slott és l'autor que ha escrit més números de Hulka com a personatge individual. Peter David es va convertir en el nou escriptor amb She-Hulk núm. 22. Marvel Comics va anunciar que She-Hulk núm. 38 (febrer de 2009) seria l'últim número de la sèrie. Peter David va comentar al seu blog que les vendes del còmic es van veure afectades a causa de les discrepàncies entre el seu llibre i la sèrie Hulk de Jeph Loeb, causades per un error editorial:
| « | (anglès) I didn't even know she WAS going to be in Hulk. Had I known, I probably would have done things differently. As it was, there were thousands of readers who were not saying, "Gee, they're portraying her wrong in Hulk." Instead they were saying, "Why should we care about her hero's journey in her own title when she's obviously gotten over her hostility toward Stark over in Hulk?" | (català) Ni tan sols sabia que ANAVA a estar a Hulk. Si ho hagués sabut, probablement hauria fet les coses d'una altra manera. Tal com es va fer, hi va haver milers de lectors que no deien: "Vaja, l'estan retratant malament a Hulk». En canvi, deien: «Per què ens hauria de preocupar el viatge del seu heroi en el seu propi títol? quan òbviament ha superat la seva hostilitat cap a Stark a Hulk?» | » |

El mantell de Hulka és desafiat per Lyra, la filla de Hulk i Thundra, que és el personatge principal de All-New Savage She-Hulk, una minisèrie escrita per Fred Van Lente.
Hulka va aparèixer a FF de Matt Fraction i Mike Allred, que es va publicar per primer el novembre de 2012.
Una nova sèrie regular She-Hulk (vol.3), escrita per Charles Soule i dibuixada per Javier Pulido, es va publicar el 2014. L'octubre de 2014 es va revelar que la sèrie She-Hulk de Soule i Pulido, que tenia el personatge enfrontat a Matt Murdock a la cort, acabaria amb el número 12.
Des del maig de 2015, Hulka va aparèixer com un dels personatges principals d'A-Force, una sèrie derivada dels Venjadors totalment femení llançat per G. Willow Wilson, Marguerite Bennett i Jorge Molina durant el crossover Secret Wars.
Hulka va protagonitzar el còmic titulat Hulk a partir de desembre de 2016. La sèrie va mostrar com va afrontar el trauma derivat de la mort del seu cosí i les ferides patides a mans de Thanos, com a conseqüència de l'esdeveniment de Civil War II. Apareix de color gris, semblant al personatge de "Joe Fixit" de Hulk, i hi havia grans diferències de to amb les seves aventures alegres anteriors. Hulk va arribar al núm. 11, sent substituit per She-Hulk (vol.4) i amb la numeració sumada de totes les sèries regulars del personatge resultant el núm. 159 per un últim arc argumental de cinc números titular "Jen Walters Must Die". El títol es va cancel·lar amb el número 163 el març de 2018.
El 2022, She-Hulk (vol.5) va tornar com una sèrie en curs de l'escriptor Rainbow Rowell i l'artista Rogê Antônio. La sèrie torna al to alegre dels còmics anteriors i se centra en el retorn de Hulka a l'advocacia.

## Caracterització

### Poders i habilitats
Una transfusió de sang irradiada gamma del seu cosí Bruce Banner (Hulk) va concedir a Jennifer Walters poders sobrehumans. En la seva forma de Hulka, posseeix una força sobrehumana enorme, que potencialment la converteix en la dona físicament més forta coneguda de l'Univers Marvel quan el seu estat emocional és prou alt.
Encara que la força de Hulka originalment es va mantenir a un nivell establert i no augmentava, més tard en la seva història s'ha afirmat que la seva força augmentava encara més per la por, o la ira, de manera similar a la del seu cosí. A més, el personatge posseeix velocitat, agilitat, resistència i reflexos sobrehumans.
Com a Hulka, Walters és exponencialment més forta que ella en la seva forma de Jennifer Walters; per tant, qualsevol força addicional obtinguda com a Jennifer Walters mitjançant un entrenament físic intens s'amplificarà, fent que la seva forma de Hulka sigui encara més forta. Després de ser derrotada pel Champion of the Universe, She-Hulk va fer exercici durant diversos mesos en la seva forma de Jennifer Walters, donant lloc a un augment significatiu de força i massa muscular en la seva forma de She-Hulk i li va permetre derrotar al Champion en una revanxa. En aquest moment era capaç de suportar sense esforç el pes màxim de la Cosa amb un sol braç, mentre que la seva força estava molt limitada per un "vestit de Júpiter", i es va demostrar que era considerablement més forta que Hercules. De la mateixa manera que el seu cosí, els seus poders també poden augmentar molt absorbint la radiació. És capaç d'absorbir grans quantitats d'energia i va utilitzar aquesta capacitat per absorbir l'energia incontrolada del nou Starbrand.
Hulka va rebre una millora de poder del Celestial Eson, i es va fer més poderosa que mai, superant amb escreix al Capità Marvel i fins i tot a Thor (sense la força d'Odín) en força. Una Hulka posseïda pels Cotati gairebé va matar la Cosa amb les seves mans nues i va colpejar els camps de força de la Dona Invisible sense ni tan sols adonar-se dels esforços de Susan Richards per protegir el seu company d'equip.
El cos de Hulka és sobrehumanament durador i gairebé impermeable a la força, al dolor i a les malalties: la seva pell pot suportar temperatures extremes, així com grans tensions i impactes sense ferides punxants ni laceracions. La seva fisiologia millorada la fa immune a totes les malalties terrestres. Hulka també posseeix un factor de curació, que li va permetre recuperar-se completament, en pocs minuts, d'una greu ferida provocada pel Wendigo.
A causa de l'entrenament dels alienígenes Ovoids, Hulka és capaç d'intercanviar poders i físics amb altres dones humanes, però conserva la pigmentació de la seva pell verda i només ho ha utilitzat una vegada.
A causa del desig de Hulk, Jennifer ara pot canviar entre les seves formes humana i de Hulka a voluntat.
Durant un temps, gràcies a un malefici llençat per la Bruixa Escarlata, qualsevol que desitjava mal a Hulka no podia reconèixer-la com a Jennifer, però els efectes secundaris nocius van obligar a Jennifer a buscar l'ajuda del Doctor Strange per eliminar l'encanteri.
She-Hulk és descrita com una bomba gamma viva i és capaç de causar accidentalment grans explosions, "més enllà del que fins i tot Hulk pot produir". Es va descriure a ella mateixa com una amenaça de nivell Omega, i va afirmar que Starbrand és un dels sistemes de defensa inherents a la Terra, com ella mateixa.

#### Habilitats
She-Hulk és una formidable combatent cos a cos, que ha estat entrenada pel Capità Amèrica i Gamora. Fins i tot en la seva forma de Jennifer Walters, posseeix prou habilitat en les arts marcials per despatxar a diversos aspirants a lladres molt més grans que ella. Una vegada va mostrar coneixements suficients de digitopressió per fer que l'Abomination quedés insensible colpejant diversos grups nerviosos després d'utilitzar la psicologia per distreure'l.
Hulka també és una advocada experta i experimentada que va assistir a la Facultat de Dret de la UCLA, on va ser membre de l'Ordre del Coif, una societat de mèrit nacional per als millors estudiosos del dret. Hulka havia realitzat una tasca legal com a membre del Magistrat, que tenia el poder d'obligar-la a jutjar casos en qualsevol lloc de la creació. Va deixar d'operar en aquesta funció després d'adjudicar amb èxit els mèrits del seu propi univers per continuar existint (oposició a l' Univers Ultimate Marvel) davant el Living Tribunal.
És un pilot hàbil i anteriorment ha utilitzat un automòbil Dodge de 1995 modificat i equipat amb tecnologia que la permet volar a l'atmosfera terrestre i a l'espai exterior per a distàncies limitades, tot i que no pot fer vol interestel·lar.

### Personalitat
La personalitat del personatge ha canviat al llarg de les dècades des de la seva primera aparició: originalment malhumorada i violenta, ara es representa com una dona amant de la diversió, extremadament amable, empàtica, però encara lluitadora que utilitza sovint l'humor quan es baralla. Ha declarat que no vol matar els seus enemics, especialment els que ja ha sotmès.
També ha iniciat i liderat la seva pròpia organització d'ajuda en cas de desastres, i va sentir un gran remordiment per gairebé destruir una petita ciutat (a causa del seu estat transformat que es va tornar breument incontrolable per la radiació), per la qual cosa va ajudar els treballadors de la construcció a reconstruir-la.
Com a advocat altament idealista, el personatge té una història de defensa dels drets de les minories, els malalts mentals, llibertats civils, inclòs el dret dels delinqüents a no ser maltractats indegudament i a obtenir una defensa adequada, o individus per no ser victimitzats per certes corporacions menys ètiques, però també la creença en la necessitat de la llei i l'ordre. Aquestes prioritats l'han posat a vegades en conflictes personals, com ara revertir la seva posició respecte a la Llei de registre sobrehumans; i estar desil·lusionada quan el seu cosí més famós (a qui considera un germà) va ser enviat a l'espai sense el degut procés, o quan el que ella pensava que era un torturador i assassina de nens va ser alliberat de tots els càrrecs.
Jennifer té enormes quantitats de determinació i força de voluntat que li van permetre resistir la tortura sistemàtica i el rentat de cervell a mans de la Red Widow durant diverses setmanes sense que la seva personalitat o idealisme es vegessin afectats en absolut.
Quan la Time Variance Authority va jutjar Hulka per esborrar-la potencialment de la història, Bruce Banner va testimoniar que, com una maledicció per a ell i la humanitat, hi ha dies en què sent que l'única cosa que ha fet que la seva vida valgui la pena és que ell no només va salvar la vida d'algú a qui estima quan va donar la seva sang a Jennifer, sinó que també va ajudar a crear una heroïna genuïna.
En una entrevista, l'antic escriptor de She-Hulk Peter David la descriu de la següent manera:
| « | (anglès) She-Hulk has the potential to be our Wonder Woman. A powerful female with a strong moral center and a determination to do what's right. She's also a unique combination of brains and brawn. The ideal She-Hulk story is one that plays on both aspects of her make-up, the intelligence combined with her strength. | (català) Hulka té el potencial de ser la nostra Wonder Woman. Una dona poderosa amb un fort centre moral i una determinació per fer allò que és correcte. També és una combinació única de cervell i musculatura. La història ideal de Hulka és aquella que juga amb els dos aspectes de la seva conformació, la intel·ligència combinada amb la seva força. | » |

### Trencant la quarta paret
Durant un temps, començant amb la sèrie Sensational She-Hulk de John Byrne el 1989, Hulka va ser retratada amb una forma de consciència "transdimensional" o metaficcional per trencar la quarta paret. En algunes històries, va mostrar consciència de ser un personatge de còmic, amb imatges d'ella "esquinçant la pàgina" o "caminant per una pàgina d'anuncis" per arribar al centre de control d'un enemic. De vegades es va involucrar en discussions amb l'escriptor (John Byrne), o va apel·lar a l'editora del còmic, Renée Witterstaetter. The Sensational She-Hulk núm. 50 (l'últim número de Byrne) va implicar que Renée tanqués un Byrne lligat i amordaçat en un armari d'emmagatzematge mentre ella i Jen intentaven trobar el nou escriptor del llibre. Aquesta tendència es va mantenir breument durant el seu mandat amb Heroes for Hire, quan "parlava" amb el narrador del llibre i el va "acomiadar" per haver perdut la trama. Altres personatges de Marvel que s'han escrit "adreçant-se" directament al públic inclouen l'amiga de She-Hulk Louise Mason, Uatu the Watcher (que narra la majoria dels números de What If parlant directament al lector) i Deadpool. De vegades, aquesta pràctica també s'ha utilitzat per a Loki, Rick Jones, Wyatt Wingfoot i Howard the Duck. La sèrie de Dan Slott no ha reconegut aquesta peculiaritat basada principalment en l'humor de She-Hulk, llevat d'una coda al vol. 2 núm. 3 (núm. 100), en què Stu Cicero, un "investigador" del bufet d'advocats li pregunta a Jen si pot "realment fer coses com aquestes". Ella respon amb una mica de nostalgia "No. No puc"; tanmateix, el tauler està dibuixat amb un angle una mica ambigu que suggereix que She-Hulk pot estar mirant "fora" del còmic al lector. El perfil més recent de She-Hulk al Official Handbook of the Marvel Universe continua enumerant aquesta "habilitat" seva i confirma que simplement l'està minimitzant en benefici dels qui l'envolten.
La sèrie de Dan Slott va adoptar un enfocament diferent de l'angle de la metaficció, fent servir un concepte que es remunta als primers Fantastic Four de Lee i Kirby: que els herois de l'Univers Marvel permeten que es publiquin adaptacions de còmics amb llicència de les seves aventures. Atès que tots els còmics publicats abans del 2001 portaven el segell de la Comics Code Authority of America (una agència federal de l'Univers Marvel), es consideren documents legals admissibles com a prova en els casos de llei sobrehumana en què treballa Hulka.
En aparicions molt més recents, Hulka ha demostrat que encara té la capacitat de sortir de la seva narrativa i parlar directament amb els seus lectors.

## Acollida
Jenna Anderson de ComicBook.com va escriure: «Tot i que ha tingut un munt d'interpretacions còmiques diferents al llarg dels anys, la que va fer John Byrne a The Sensational She-Hulk es considera sovint com la més emblemàtica, tant per desenvolupar-la com a personatge com per satirizar els tòpics dels còmics de l'època , però també increïblement intel·ligent, empàtica i altruista, tant com a superheroïna com a la seva vida com a advocada.» Deidre Kaye de Scary Mommy va anomenar Hulka un «model a seguir» i un personatge femení «verdaderament heroic». Peyton Hinckle de ComicsVerse 
es va referir a Hulka com a model femení, dient: «Com a dona forta i segura d'ella mateixa que ignora completament els estereotips femenins, és el tipus de personatge que més gent — especialment els lectors més joves, han de veure. Accepta amb alegria les coses que la fan diferent i no intenta amagar-se només perquè els altres les desaprovin, però al final demostra que amb el pensament correcte, tot és possible, tant per als lectors de còmics com per a les dones, aquest és un missatge important.»
Alyssa Rosenberg de The Washington Post va anomenar Hulka una «superheroïna feminista», afirmant: «Des del primer moment, Hulka va ser reconeixible com una manifestació d'un dilema especialment femení que persisteix avui en dia. Ella és una expressió de com seria genial no haver de censurar-se, que se li permetés estar enfadada sense que algun home et declari poc femení […] Hulka no és una fantasia masculina de com funciona l'alliberament sexual, on les dones se centren més en fer feliços els homes que en el seu propi plaer, més aviat, és una aventurera amb un clar sentit de la seva pròpia gratificació i alegria.» UGO Networks va incloure Hulka a la seva llista dels millors herois de tots els temps, escrivint: «No hi ha res que sigui una estratagema barata de màrqueting creuat sobre Hulka» Dan Van Winkle de The Mary Sue va incloure Hulka en la seva llista de 7 superheroïnes que haurien d'unir-se al Marvel Cinematic Universe. Chris Arrant de Newsarama va classificar Hulka 8a a la seva llista de millors personatges de Marvel de tots els temps, dient: «Des de la nova idea d'un advocat especialitzat en dret de superherois fins a una empresària d'èxit que s'ocupa de les realitats (i la ficció) de controlar (o no controlar) els seus problemes d'ira, Hulka no és un tòpic ni un arquetip, cosa que la converteix en un dels principals personatges de l'Univers Marvel.
Jo-Anne Rowney de Daily Mirror va classificar Hulka 8a a la seva llista de millors superheroïnes de tots els temps. Aaron Young de Looper va classificar Hulka en el 10è lloc de la seva llista de superherois més forts de la història, sense fer distinció entre sexes. Rob Bricken de Gizmodo va classificar Hulka 16a en la seva llista "Every Member Of The Avengers" (cada membre dels Venjadors). IGN ranked She-Hulk 18th in their "Top 50 Avengers" list, i 88a en la seva llista "100 Comic Book Heroes" (100 herois de còmic), afirmant: «Un munt d'herois s'han guanyat companyes femenines al llarg dels anys, però poques d'aquestes dones han aconseguit escapar amb tanta habilitat de l'ombra dels seus homònims com Hulka. On Hulk és només una sortida per a la ràbia i el dolor de Bruce Banner, Hulka és pur alliberament per a la friki i tímida Jennifer Walters. Aquesta noia gamma té un historial impressionant en còmics, i estem esperant que s'uneixi al seu cosí a la gran pantalla». Darren French d'Entertainment Weekly va classificar Hulka 19a en la seva llista "Let's Rank Every Avenger Ever" (classifiquem a tots i cadascun dels Venjadors). Comics Buyer's Guide va classificar Hulka 11a en la seva llista "100 Sexiest Women in Comics" (100 dones més sexis als còmics). Wizard va classificar Hulka 104a en la seva llista "200 comic book characters" (200 personatges de còmic).
El gener de 2016, She-Hulk va ocupar el lloc 18è a la llista dels 100 millors personatges de Marvel en un concurs de popularitat organitzat per Comic Book Resources.